# Jihadism

Jihads svarta flagga, såsom den sett ut sedan 1990-talet.

Jihadism är en term som avser att syfta på 2000-talets väpnade jihad inom islamisk fundamentalism. Termen myntades på 1900-talet, och hänsyftar på underjordisk militantism och terrorism, men kan också syfta på mujaheddinsk gerillakrigföring samt islamisk internationell terrorism som uppkom på 1980-talet men som sedan ungefär 1990-talet framför allt förknippas med Al-Qaida. I västvärlden är "jihad" använt som beteckning för "heligt krig" för att försvara eller utbreda islam. 
Samtida jihadism hämtar näring från den islamiska återfödelsen på 1800-talet, såsom den utvecklades mot kotebism och liknande ideologier mot mitten av 1900-talet. Dess egentliga uppkomst kan härledas till Sovjetunionens anfall mot Afghanistan 1979, och idéerna har framförts och propagerats under otaliga konflikter därefter. En särskild variant av salafistisk jihadism har urskiljts i salafismen. 
När jihadism är förenat med panislamism och därmed gör internationella anspråk, talas om global jihadism. Jihadism syftar vanligen på sunniter. Sekteriska slitningar har lett till flera konflikter med shiiter, sufi och ahmadiyya.[källa behövs]
Jihadistgrupper hade 2016 etablerat vad forskare kallade proto-statsbildningar, organisationer i ett område som utför några av de grundläggande funktionerna i en stat som sophantering, beskattning och rättsväsende. Ur andra perspektiv är de inte egentliga stater, eftersom de saknat internationellt erkännande. Jihadistgrupperna själva kallar dessa proto-statsbildningar stater, emirat och kalifat. Proto-statsbildningar kontrollerade av IS eller al-Qaida finns i Jemen och Libyen, jihadistgruppen al-Shabaab kontrollerade betydande landområden i östafrikanska Somalia. Den mest kända grupperingen var Islamiska Staten i Syrien och Irak.

## Förekomst

### Europa
Enligt Europol dödades 142 människor i terrorattentat år 2016 i EU varav 135 var offer för jihadistattentat.

#### Belgien
År 2010 uppskattade belgiska myndigheter att det fanns 1 875 jihadister Belgien. I april 2017 uppskattade belgiska myndigheter att 18 884 personer hade kopplingar till våldsam islamistisk extremism.

#### Danmark
Danmarks säkerhetstjänst Politiets Efterretningstjeneste uttalade år 2017 att de tusentals extremisterna i Sverige utgör ett hot mot Danmark då man redan dömt terrorister som rest ifrån Sverige för att utföra attentat i Köpenhamn.

#### Frankrike
Polisen i Frankrike uppskattade i september 2016 att cirka 15 000 personer på deras lista över 20 000 farliga personer tillhör den islamistiska kategorin.

#### Spanien
Åren 2012-2016 innan Attentatet i Katalonien 2017, arresterade spanska säkerhetstjänsten 186 personer med kopplingar till islamistisk terrorism varav 63 i Katalonien och 50 i provinsen Barcelona. Tankesmedjan Elcano Royal Institute identifierade Barcelona som huvudfokuset för jihadister i Spanien och konstaterade att mellan juni 2013 och november 2015 var skedde 32% av arresteringarna av Spaniens jihadister i området. Spaniens sårbarhet för terrorism ansågs öka på grund av Spaniens nordafrikanska enklaver Ceuta och Melilla. Majoriteten av de som arresterats för jihadistika tendenser i Spanien under åren 2013-2016 hade sitt ursprung i dessa enklaver.

#### Sverige
År 2010 uppskattade Säkerhetspolisen att det fanns cirka 200 extremistiska islamister i Sverige. År 2017 uttalade Säpos generaldirektör Anders Thornberg att antalet extremister vuxit till "tusentals". Danmarks säkerhetstjänst Politiets Efterretningstjeneste uttalade att det stora antalet extremister i Sverige utgör ett hot mot Danmark då man redan dömt terrorister som rest ifrån Sverige.

#### Tyskland
I mars 2017 uppskattade tyska myndigheter att cirka 10 000 våldsbejakande islamister befann sig i landet.